# 대한민국 형법 제259조
대한민국 형법 제259조는 상해치사에 대한 형법각칙의 조문이다.

## 조문
제259조(상해치사) ① 사람의 신체를 상해하여 사망에 이르게 한 자는 3년 이상의 유기징역에 처한다.

② 자기 또는 배우자의 직계존속에 대하여 전항의 죄를 범한 때에는 무기 또는 5년 이상의 징역에 처한다.

第259條(傷害致死) ① 사람의 身體를 傷害하여 死亡에 이르게 한 者는 3年 以上의 有期懲役에 處한다.

② 自己 또는 配偶者의 直系尊屬에 對하여 前項의 罪를 犯한 때에는 無期 또는 5年 以上의 懲役에 處한다.

## 사례
- 피고인이 피해자에게 우측 흉골 골절 및 늑골 골절상과 이로 인한 우측 심장벽 좌상과 심낭 내 출혈 등의 상해를 가함으로, 피해자가 바닥에 쓰러진 채 정신을 잃고서 빈사상태에 빠지자, 피해자가 사망한 것으로 오인을 하고, 피고인의 행위를 은폐하고 피해자가 자살을 한 것처럼 가장하기 위해서 피해자를 베란다로 옮긴 뒤 베란다 밑 약 13m 아래의 바닥으로 떨어뜨려 피해자로 하여금 현장에서 좌측 측두부 분쇄함몰골절에 의한 뇌손상 및 뇌출혈 등으로 사망에 이르게 했다면, 피고인의 행위는 전부 포괄해서 단일의 상해치사죄에 해당 한다[1]
- 상해행위를 피하려고 하다가 차량에 치어 사망을 한 경우에 상해행위와 피해자의 사망 사이에 상당인과관계가 있기 때문에 이는 상해치사에 해당한다[2].
- 피고인의 강타로임신 7개월의 피해자가 지상에 넘어져서 4일후에 낙태를 하고 위 낙태로 유발이 된 심근경색증으로 죽음에 이르게 된 경우에 피고인의 구타행위와 피해자의 사망 간에는 인과관계가 있기 때문에 이는 상해치사에 해당을 한다[3].

- 피고인의 자상행위가 피해자를 사망하게 한 직접적 원인은 아니었다 하더라도 이로부터 발생된 다른 간접적 원인이 결합되어 사망의 결과를 발생하게 한 경우라도 그 행위와 사망간에는 인과관계가 있다고 할 것인바, 이 사건 진단서에는 직접사인 심장마비, 호흡부전, 중간선행사인 패혈증, 급성심부전증, 선행사인 자상, 장골정맥파열로 되어 있으며, 피해자가 부상한 후 1개월이 지난 후에 위 패혈증 등으로 사망하였다 하더라도 그 패혈증이 위 자창으로 인한 과다한 출혈과 상처의 감염 등에 연유한 것인 이상 자상행위와 사망과의 사이에 인과관계의 존재를 부정할 수 없다[4].

- 안면 및 흉부에 대한 구타는 생리적 작용에 중대한 영향을 줄 뿐 아니라 신경에 강대한 자극을 줌으로써 정신의 흥분과 이에 따르는 혈압의 항진을 초래하여 뇌일혈을 야기케 할 수 있고 이는 누구든지 예견할 수 있음으로 구타와 뇌일혈 사이에 인과관계가 있다 할 것이다[5]

## 같이 보기
- 상해치사죄